# La Ville d'argent
Pour les articles homonymes, voir Tomahawk.
Pour plus de détails, voir Fiche technique et Distribution.
La Ville d'argent (Terreur à Silver City en Belgique ; Silver City) est un film américain réalisé par Byron Haskin sorti en 1951.

## Synopsis
Larkin Moffatt (Edmond O'Brien) teste du minerai pour connaître la teneur en argent. Soupçonné d'avoir vendu une information à des brigands, Richard Arlen Charles Storrs son ami et collègue le fait mettre à la porte pour malhonnêteté, veille à ce qu'il ne retrouve plus de travail et, au passage épouse sa petite amie.
Se cachant à Silver city, il fait la connaissance de Catherine Surrency (Yvonne De Carlo) : avec son père elle doit exploiter une mine d'argent dont le délai de location expire douze jours plus tard...

## Fiche technique
- Titre : La Ville d'argent
- Titre belge : Terreur à Silver City
- Titre original : Silver City
- Réalisation : Byron Haskin
- Scénario : Frank Gruber d'après une histoire de Luke Short
- Photographie : Ray Rennahan
- Montage : Elmo Billings
- Musique : Paul Sawtell
- Direction artistique : Franz Bachelin (en) et Hal Pereira
- Décorateur de plateau : Sam Comer et Bertram C. Granger (en)
- Costumes : Edith Head
- Producteur : Nat Holt
- Société de production : Nat Holt Productions
- Société de distribution : Paramount Pictures
- Pays d'origine : États-Unis
- Langue : anglais
- Format : Couleur (Technicolor) - 35 mm - 1,37:1 - Son : Mono (Western Electric Recording)
- Genre : Western
- Durée : 90 minutes
- Date de sortie :
  - États-Unis : 1er décembre 1951

## Distribution
- Edmond O'Brien  (V.F : André Valmy) : Larkin Moffatt
- Yvonne De Carlo  (VF : Nelly Benedetti) : Candace Surrency (Catherine dans la version française)
- Richard Arlen (V.F : Michel Gatineau ) : Charles Storrs
- Barry Fitzgerald (V.F : Raymond Rognoni) : RR Jarboe
- Gladys George  (VF : Hélène Tossy) : Mme Barber
- Kasey Rogers  (V.F : Joelle Janin) : Josephine
- Edgar Buchanan  (V.F : Jean Brochard) : Dutch Surrency
- Michael Moore  (VF : Jean Claudio) : Bill Taff
- John Dierkes : Arnie
- Billy House : Tim Malone
- Howard Negley (V.F : Richard Francœur) : Spence Fuller

Acteurs non crédités
- Paul E. Burns : Ed Paxton
- Myron Healey : Bleek